# Open brief

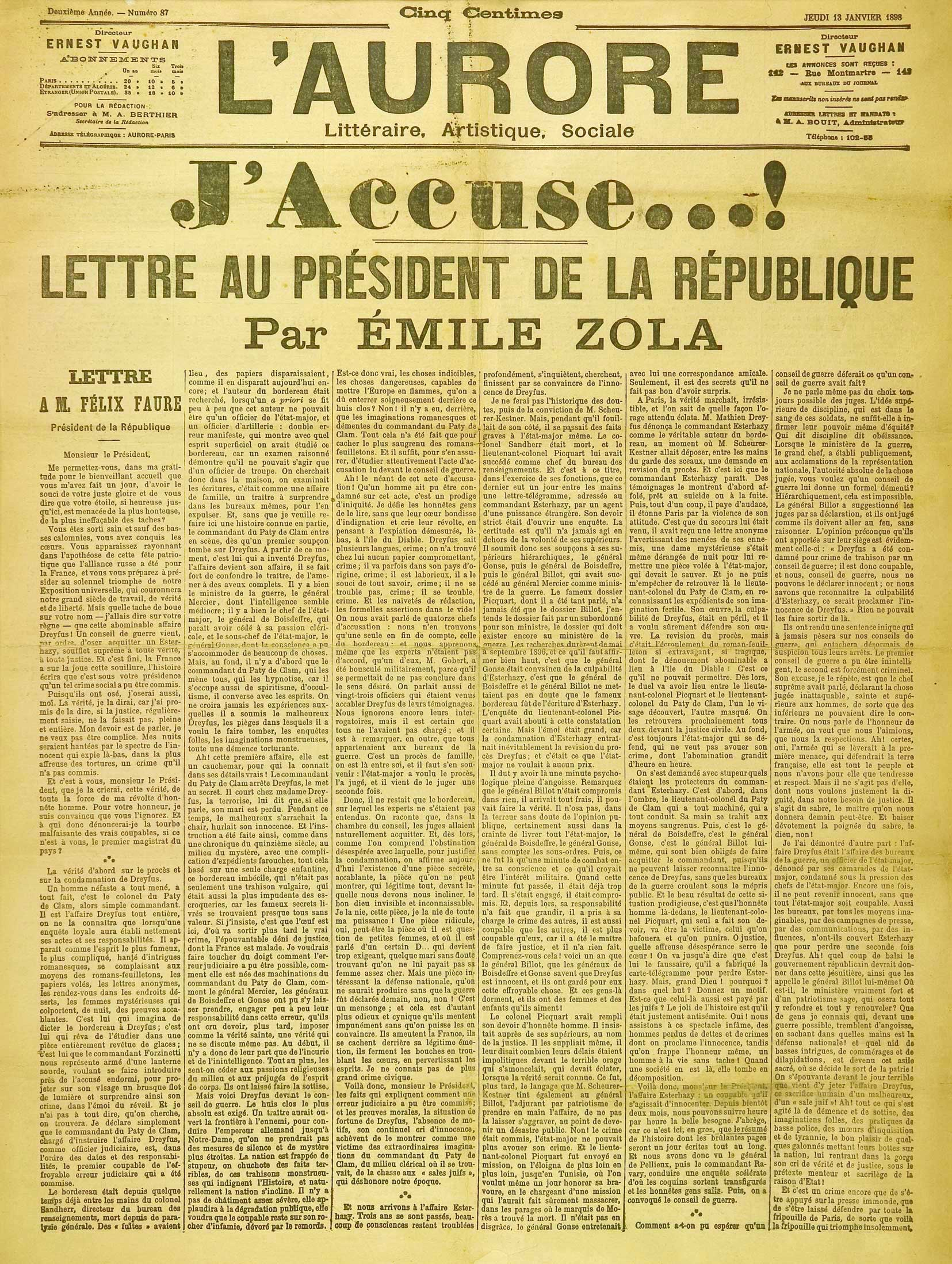
"J'accuse...!" is een invloedrijke brief in 1898 opgesteld door Émile Zola over de Dreyfusaffaire.

Een open brief is een brief die bedoeld is voor een groot publiek. Deze brieven worden meestal aan een persoon gericht maar worden vaak in de media geopenbaard. Soms worden kritische brieven gericht aan politieke leiders openbaar gemaakt aan het grote publiek en kan men spreken van een open brief. Veel van de epistels zijn open brieven.